# Michael Gladis

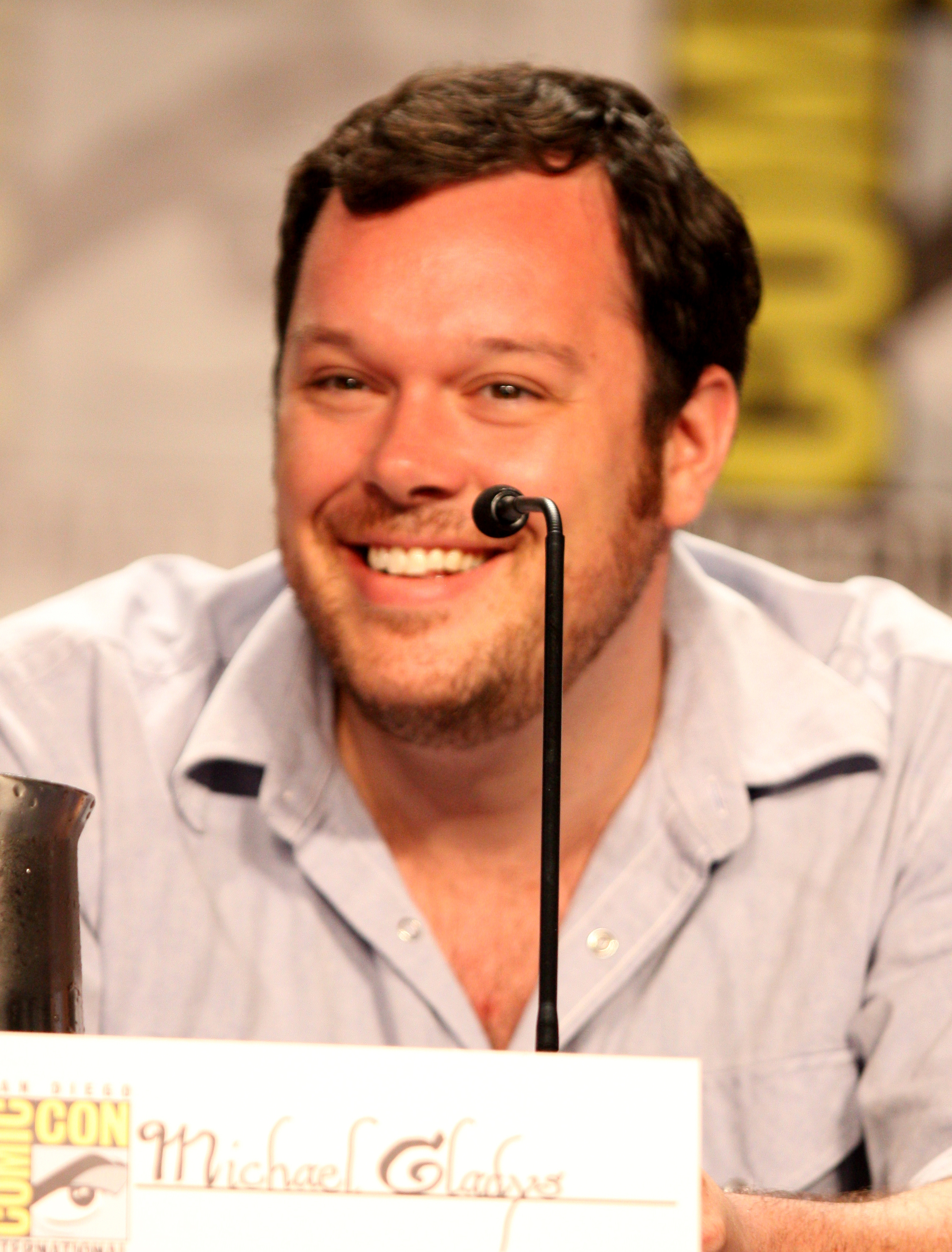
Michael Gladis auf der Comic-Con 2011

Michael James Gladis (* 30. August 1977 in Houston, Texas) ist ein US-amerikanischer Schauspieler. Bekannt wurde er vor allem durch seine Rolle als Paul Kinsey in der Fernsehserie Mad Men.

## Leben und Karriere
Gladis wuchs in Farmington, Connecticut auf, wo er bis 1995 die Farmington High School besuchte. Danach studierte er zunächst an der School of Art and Design der Alfred University und dann bis 1999 Theaterwissenschaften an der State University of New York at New Paltz.
Nach Abschluss des Studiums zog Gladis nach New York City. Er trat in einer landesweiten Theatertournee des Stücks Romeo und Julia auf und erhielt später auch Hauptrollen in der Inszenierung von Bertolt Brechts Baal am Off-off-Broadway Flea Theater.
2002 erhielt er eine erste Nebenrolle im Spielfilm K-19 – Showdown in der Tiefe. Es folgten Rollen in Fernsehserien wie Third Watch – Einsatz am Limit oder Hope and Faith, bevor er ab 2007 die Rolle des Werbetexters Paul Kinsey in drei Staffeln der AMC-Serie Mad Men übernahm. In den Jahren 2009 und 2010 wurde Gladis für bei den Screen Actors Guild Awards in der Kategorie Bestes Schauspielensemble in einer Dramaserie ausgezeichnet.
Nach dem Ausstieg aus der Serie war Gladis unter anderem in Filmen wie J. Edgar (2011), Devil’s Knot – Im Schatten der Wahrheit oder Knights of Badassdom (beide 2013) zu sehen.
Im Juli 2016 verlobte sich Gladis nach sechs Jahren Beziehung mit der Schauspielkollegin Beth Behrs. Im Juli 2018 fand die Hochzeit statt.

## Filmografie (Auswahl)
- 2002: K-19 – Showdown in der Tiefe (K-19: The Widowmaker)
- 2003: Third Watch – Einsatz am Limit (Third Watch, Fernsehserie, 4 Episoden)
- 2007–2012: Mad Men (Fernsehserie, 37 Episoden)
- 2008: The Prisoner (Fernsehfilm)
- 2010, 2021: Law & Order: Special Victims Unit (Fernsehserie, 2 Episoden)
- 2011: J. Edgar
- 2011–2012: Eagleheart (Fernsehserie, 13 Episoden)
- 2012: How I Met Your Mother (Fernsehserie, eine Episode)
- 2013: Bewaffneter Widerstand – Armed Response (In Security)
- 2013: Devil’s Knot – Im Schatten der Wahrheit (Devil’s Knot)
- 2013: Knights of Badassdom
- 2014: Reckless (Fernsehserie, 13 Episoden)
- 2015: House of Lies (Fernsehserie, 3 Episoden)
- 2015: Terminator: Genisys
- 2015: Extant (Fernsehserie, 6 Episoden)
- 2016: Feed the Beast (Fernsehserie, 10 Episoden)
- 2017: Without Ward
- 2018: Antiquities
- 2018: Criminal Minds (Fernsehserie, Episode 14x05)
- 2020: Penny Dreadful: City of Angels (Fernsehserie, 10 Episoden)
- 2021: The Neighborhood (Fernsehserie, Episode 3x10)
- 2022: The Mental State – Unter Verdacht (The Mental State)
- 2024: Death and Other Details (Fernsehserie, 6 Episoden)